# Canto del cigno
Canto del cigno è un idioma utilizzato per riferirsi all'ultima espressione degna di nota di una carriera artistica o professionale che sta volgendo al termine.
In altri contesti, l'idioma viene utilizzato anche per indicare l'ultimo segno di vitalità di un essere vivente.

## Origini

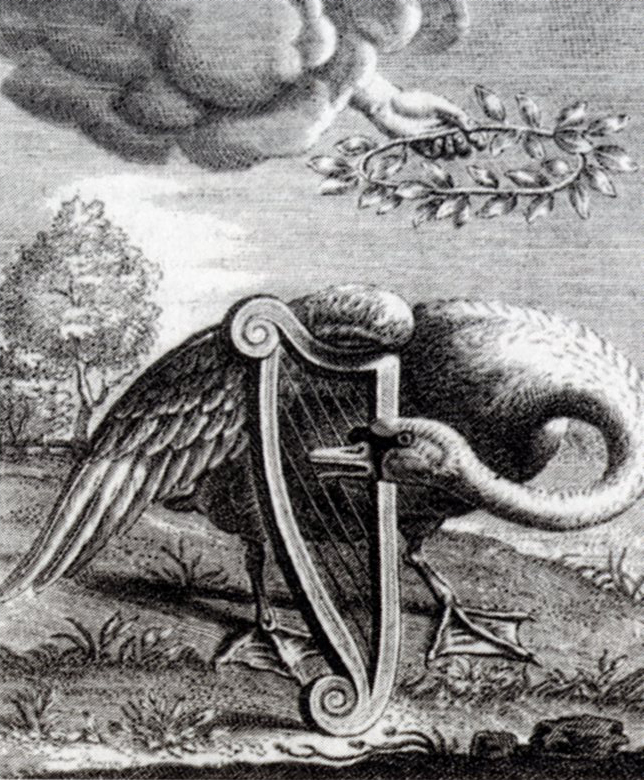
Incisione sulla copertina della raccolta olandese di canti e musiche di Willem de Swaen Den singende swaen (1655). L'incisione è opera di Reinier van Persijn.

Si suppone che l'espressione derivi dall'antica credenza che i cigni, all'approssimarsi della morte, anziché spegnersi tristemente, esprimano la loro gioia con canti ancor più belli e melodiosi di quelli di tutta la vita precedente. Infatti, secondo Platone:
(Libera sintesi da: Platone, Fedone, 85 a-b)
Si può dunque supporre che i cigni a cui si riferiva Platone fossero i "cigni canori" (o "musici"), oggi comunemente detti "cigni selvatici" (nome scientifico: Cygnus cygnus), o comunque appartenessero a qualche specie canterina di cigno presente allora nell'area mediterranea. È dunque senz'altro escluso, tra i cigni di cui potrebbe parlare il filosofo, perlomeno il Cygnus olor ("cigno reale"), che normalmente non vocalizza affatto, e per questo è anche detto "cigno muto".

## Il canto del cigno in musica
Durante tutto il Rinascimento, svariati madrigalisti si servirono dell'allegoria del canto del cigno per analizzare la condizione umana, e ben presto tale riferimento letterario divenne senz'altro un tòpos (cioè un luogo comune). Così, il musicista fiammingo Jacques Arcadelt compose il madrigale Il bianco e dolce cigno, che godrà d'immensa fama durante tutto il XVI secolo. Così pure, nel 1612, il compositore e organista inglese Orlando Gibbons pubblicò il suo celebre The Silver Swan (Il cigno d'argento), incluso nel First set of madrigals and motets of 5 parts.
Alla leggenda del canto del cigno si deve anche il nome, postumo e voluto dall'editore Tobias Haslinger, dell'ultima raccolta di Lieder del musicista viennese Franz Schubert, composta nel 1828 e nota appunto come Schwanengesang (D 957). Lo stesso anno il compositore fu colto da febbre tifoide a Eisenstadt, durante una visita alla tomba di Franz Joseph Haydn, e morì il 19 novembre.